# 全联盟共产党（布尔什维克）第十四次代表大会
全联盟共产党（布尔什维克）第十四次代表大会（俄语：Четырнадцатый съезд Всесоюзной коммунистической партии (большевиков)），简称联共（布）十四大（XIV съезд ВКП(б)），于1925年12月18日至31日在莫斯科召开。此次会议被赋予约瑟夫·斯大林和列夫·托洛茨基争夺党的控制权以及苏联開始追求快速工业化的特征。

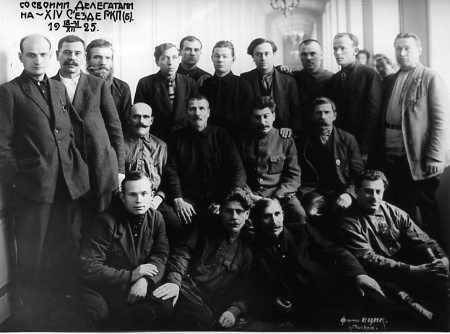
部分代表合影

此次会议的内容包括：由约瑟夫·斯大林作联共（布）中央委员会的政治报告；由维亚切斯拉夫·莫洛托夫作联共（布）中央委员会的组织报告；德米特里·库尔斯基作联共（布）中央审计委员会的报告；瓦列里安·古比雪夫作联共（布）中央监察委员会的报告；联共（布）获得第三国际中央执行委员会授权，由格里戈里·季诺维也夫作报告。这次会议同时选举产生第14届中央委员会。
此外，米哈伊尔·托姆斯基报告了工会工作，尼古拉·布哈林报告共青团的影响，安德烈·安德烈耶夫讨论党的权力变更。此次会议另一个环节听取了格奥尔基·契切林对国际形势和苏联外交政策的报告。